# メタマテリアル
メタマテリアル（英: meta-material）とは、自然界の物質には無い振る舞いをする人工物質のことである。
光を含む電磁波といった性質に対して、自然界の物質には無い所望の特性を持たせることについていう場合が多いが、振動・音や熱（伝熱）や強度などの性質を対象にすることについて言う場合もある。
「メタマテリアル」という語句自体は「人間の手で創生された物質」を示すが、特に負の屈折率を持った物質を指して用いられることがあり、「電磁メタマテリアル」という表現も認められる。メタマテリアルの人工的構成要素はメタ原子と呼ばれる。

## 概要
光は電場と磁場が交互に生成されて伝播していく電磁波であり、物質との相互作用は比誘電率と比透磁率で示され、光の屈折率は二つの物理量の平方根を掛けた値となる。自然界にあるほとんどの物質は、可視光付近の波長の光の電場と相互作用はするが、光の磁場とは相互作用しない。つまり、自然界にある物質の比透磁率の値は1.0であり、屈折率は電場との相互作用の大きさ、比誘電率だけで決まるというのが、それまでの光学の世界の常識とされてきた。ところが、光の磁場の波と相互作用する人工物質として電磁メタマテリアルが登場したことによって、さまざまな屈折率を持つ物体が作れるようになった。「メタ」とは「超越した」という意味であり、「電磁メタマテリアル」は、「従来の光学の常識を超越した物質」という意味である。その実現には、光の波長よりも小さなナノスケールのコイルを物質中に無数につくることなどが必要となる。光を用いて金属をナノスケールで3次元に加工する技術や、ダストプラズマが自己組織化する性質を利用したナノレベルの微粒子アセンブリー技術によって散逸構造生成される電磁メタマテリアルの登場が期待されている。
ジョン・ペンドリー教授たちが2002年に、「もし屈折率が負の物質があれば、無限に小さなものを光で観察できる」と主張する論文を発表したことが契機となり、開発競争に火が付いた経緯がある。光の波長よりも小さな構造の情報を持った光、近接場光を増幅すれば、従来の光学顕微鏡の限界を超えた、光の波長以下のサイズの物体を見ることが可能であるとしている。
光学や短波長の電磁波において特徴的な性質を示し、分解能の限界や回折限界の突破が可能とされ、超高分解能レンズ、光ファイバー、バンドパスフィルタ、新種のレンズ・アンテナ、透明化技術（光学迷彩）などへの応用が期待されている。また、CGの画像を電磁メタマテリアル上に表示する技術が、コンピュータ支援外科などの分野を中心に発展しつつある。すでに電磁メタマテリアルの開発は、戦車の装甲などの分野で第二世代・第三世代に入っているとされているが、その多くは産業機密のベールの向こう側にあるため、詳細は不明である。

## 負の屈折率

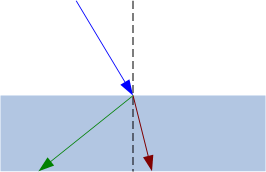
通常の物質（conventional material）では媒質となる物体に入射した光は反対側に屈折する（赤色の線）が、負の屈折率を持つ物質（left-handed metamaterial）では入射と同じ側に屈折が起こる（緑色の線）

負の屈折率によって起きるであろう現象の例に示す。
例えば普通の光学的な媒質では斜めに入射した光は入射面で多少屈折されているが、負の屈折率を持つメタマテリアルが媒質となると屈折の方向が逆となり光の経路が「くの字状」に折れ曲がるというものである。液体状のメタマテリアルは存在しないが、固体では実現されている。

## 負の誘電率と透磁率
水や既存のガラスでは、誘電率および透磁率は正である。しかし、金や銀などの金属の中には可視光領域で負の誘電率をもつものがある。
屈折率（N）は誘電率（ε）と透磁率（μ）から
{\displaystyle N={\sqrt {\epsilon }}{\sqrt {\mu }}}
として計算される。誘電率と透磁率のどちらか一方のみが負の場合，屈折率は虚数となり，電磁波は物質に侵入しない。誘電率と透磁率の両方が正もしくは負の場合、屈折率は実数となり、電磁波は物質内に侵入する。前者の場合 N>0 となり、これは自然界に存在する結晶であり「右手系媒質」と呼べる。しかし、後者の場合 N<0 つまり負の屈折率を持ち、透明である物質は自然界には存在しないと考えられてきたが、人工的に作り出されたためにこの予測は覆された。
この現象については、次のような興味深い現象が起こるとされる。
- スネルの法則は適用可能であるが、屈折は入射光と「同じ側」に起きる。
- ドップラー効果は逆方向に発生する
- チェレンコフ放射は通常と異なる場所で起きる
- 群速度と位相速度が一致しない
- 高周波は長波長となり、短波長に変化しない。
- ポインティングベクトルの向きが通常の物質と異なる。

現在までに、対象とする電磁波の波長より小さい繰り返し構造をもつように加工した特定の金属や金属化合物が試作され、マイクロ波や赤外線領域で性質を示すものが見つかっている。
具体的な構造例としては、理化学研究所による金属の微細周期構造（ナノ金属共振器アレイ）による表面プラズモンを利用したもの、豊田中央研究所と山口大学によるテフロン基盤上に銅と液晶のアレイを配置したミリ波向けのもの、パデュー大学による二酸化ケイ素・金・チタン薄膜をラミネートしてアレイとした赤外線向けのものなどがある。
これらの電磁波の挙動は、フレミングの左手の法則に従うため、負の屈折率をもつ物質を「左手系物質」や「左手系メタマテリアル」と呼ぶことがある。
ここで，左手の法則と言っているのは，均質媒質中における電場（E）、磁場（H）、波数（k）の向きを示す座標系のことである．つまり，従来の右手系において，kはE×Hの方向と等しい．これに対して左手系においては，kの方向はE×Hの方向と逆向きとなる．

## 歴史
1968年、ロシアの物理学者のヴィクトル・ヴェセラゴ（ベセラゴ）によって理論が確立されたとされる。
その後、米カリフォルニア大学のデビッド・R・スミスによって2000年頃、人工誘電体と人工磁性体の単位素子を組み合わせた「左手系」メタマテリアルの構成に初めて成功して注目を浴び、2008年現在、多くの研究者が研究開発に取り組んでいる。

## 物質構成
メタマテリアルは「単位素子」と呼ばれる微小単位が電磁波の波長に比べて充分小さな距離で人為的に等間隔で配置され、電磁波に対して均質な媒質として振舞うように構成された物質である。メタマテリアルであるために必ず等間隔で配置されなければならない訳ではないが、それが電気的・磁気的特性を左右する。
単位素子とされるものには、人工誘電体や人工磁性体があり、その他にも、高分子材料やフォトニック結晶、EBGも単位素子とされる。
人工誘電体
金属ワイヤを一定方向に向きをそろえて等間隔に配置した構造体が人工誘電体である。
人工磁性体
Cの字型に一部を切断した金属円環も金属スプリット・リング共振器と呼ばれる人工磁性体である。

## 発展と応用範囲
マイクロ波制御技術や波長限界を超えた分解能をもつ「スーパーレンズ」の開発と、それに伴う半導体製造技術の微細化、光ファイバー、光通信、光ディスク、遮蔽装置、光学迷彩などに応用が期待されている。
また、2007年には米国防高等研究計画局（DARPA）がメタマテリアルの発展形である「アシンメトリック・マテリアル」（英: asymmetric material）によって、姿の隠蔽・実体弾からの保護と内部からの攻撃を両立させる技術を開発していることが報道された。